# Championnat du Bangladesh de football 2016
Navigation
Édition précédente Édition suivante
La saison 2016 du Championnat du Bangladesh de football est la neuvième édition de la Bangladesh League, le championnat national professionnel de première division bangladais. Les onze équipes engagées sont regroupées au sein d'une poule unique où elles affrontent deux fois leurs adversaires. En fin de saison, le dernier du classement est relégué en deuxième division.
C'est le club d'Abahani Limited Dhaka qui remporte la compétition cette saison après avoir terminé en tête du classement, avec cinq points d'avance sur Abahani Limited Chittagong et vingt sur le tenant du titre, Sheikh Jamal Dhanmondi Club. C'est le seizième titre de champion du Bangladesh de l'histoire du club, qui réalise même le doublé en s'imposant en finale de la Coupe du Bangladesh.

## Participants
- Abahani Limited Dhaka
- Mohammedan SC Dacca
- Muktijoddha Sangsad KC
- Sheikh Russell KC
- Brothers Union
- Rahmatganj MFS
- Arambagh KS - Promu de D2
- Abahani Limited Chittagong
- Uttar Baridhara SC - Promu de D2
- Team BJMC
- Feni Soccer Club
- Sheikh Jamal Dhanmondi Club

## Compétition

### Classement
Le classement est établi sur le barème de points classique : victoire à 3 points, match nul à 1, défaite à 0.
| Rang | Équipe                       | Pts | J  | G  | N  | P  | Bp | Bc | Diff |
| ---- | ---------------------------- | --- | -- | -- | -- | -- | -- | -- | ---- |
| 1    | Abahani Limited DhakaC       | 52  | 22 | 15 | 7  | 0  | 48 | 16 | +32  |
| 2    | Abahani Limited Chittagong   | 47  | 22 | 14 | 5  | 3  | 36 | 15 | +21  |
| 3    | Sheikh Jamal Dhanmondi ClubT | 32  | 22 | 8  | 8  | 6  | 34 | 30 | +4   |
| 4    | Brothers Union               | 30  | 22 | 7  | 9  | 6  | 37 | 34 | +3   |
| 5    | Muktijoddha Sangsad KC       | 30  | 22 | 8  | 6  | 8  | 28 | 28 | 0    |
| 6    | Arambagh KSP                 | 27  | 22 | 5  | 12 | 5  | 21 | 21 | 0    |
| 7    | Rahmatganj MFS               | 27  | 22 | 7  | 6  | 9  | 30 | 35 | -5   |
| 8    | Sheikh Russell KC            | 25  | 22 | 6  | 7  | 9  | 19 | 24 | -5   |
| 9    | Team BJMC                    | 25  | 22 | 5  | 10 | 7  | 29 | 36 | -7   |
| 10   | Mohammedan SC Dacca          | 20  | 22 | 3  | 11 | 8  | 20 | 29 | -9   |
| 11   | Feni Soccer Club             | 18  | 22 | 4  | 6  | 12 | 21 | 35 | -14  |
| 12   | Uttar Baridhara SCP          | 18  | 22 | 5  | 3  | 14 | 19 | 39 | -20  |

|  | Qualification pour la Coupe de l'AFC 2017                                                  |
|  | Participation au barrage de relégation                                                     |
|  | T : Tenant du titre C : Vainqueur de la Coupe du Bangladesh P : Promu de deuxième division |

### Barrage de relégation
Les deux derniers du classement final, Feni Soccer Club et Uttar Baridhara SC, ayant terminé avec le même nombre de points, un barrage est organisé afin de déterminer le club relégué en deuxième division. Les rencontres ont lieu les 4 et 7 janvier 2017 au Bangabandhu National Stadium de Dacca.
| Équipe 1         | Résultat | Équipe 2           | Aller | Retour |
| ---------------- | -------- | ------------------ | ----- | ------ |
| Feni Soccer Club | Annulé   | Uttar Baridhara SC | -     | -      |

- Le barrage est annulé, à la suite de la décision des deux équipes impliquées de ne pas y participer. Par conséquent, la fédération décide le 11 janvier de reléguer les deux clubs en deuxième division[1].

## Bilan de la saison
| Championnat du Bangladesh de football 2016 |                                   |
| Champion                                   | Abahani Limited Dhaka (16e titre) |
| Coupes et trophées                         |                                   |
| Vainqueur de la Coupe du Bangladesh 2016   | Abahani Limited Dhaka             |
| Qualifications continentales               |                                   |
| Coupe de l'AFC 2017                        | Abahani Limited Dhaka             |
| Promotions et relégations                  |                                   |
| Promus en Bangladesh League                | Farashganj SC                     |
| Promus en Bangladesh League                | Saif Sporting Club                |
| Relégués en Bashundara Senior Division     | Feni Soccer Club                  |
| Relégués en Bashundara Senior Division     | Uttar Baridhara SC                |